# Konstytucja grudniowa
Konstytucja grudniowa (niem. Dezemberverfassung) – popularne określenie zbioru ustaw z 21 grudnia 1867 r., które do 1918 r. stanowiły podstawy ustrojowe funkcjonowania austriackiej części Austro-Węgier, czyli tzw. Przedlitawii oraz regulowały sposób postępowania w sprawach wspólnych obu części monarchii.

## Okoliczności wprowadzenia konstytucji
Konstytucja była efektem ugody zawartej przez cesarza i rząd austriacki z Węgrami, żądającymi samodzielności. Już w 1865 r. zawieszono obowiązywanie patentu lutowego. W lutym 1867 r. przywrócono obowiązywanie węgierskiej konstytucji z 1848 r., co pozwoliło na zebranie się ściślejszej Rady Państwa (bez delegatów z krajów Korony św. Stefana). W ten sposób zwołana Rada Państwa uchwaliła ustawę o sprawach wspólnych dla obu części monarchii, zgodną z postanowieniami konstytucji węgierskiej. W ślad za tym uchwalono pięć ustaw regulujących ustrój austriackiej części monarchii, tj. Przedlitawii:
- o zmianie patentu lutowego (o reprezentacji państwowej),
- o prawach obywatelskich,
- o Trybunale Państwowym,
- o władzy sądowniczej,
- o sprawowaniu władzy rządowej i wykonawczej.

Ustawa o sprawach wspólnych obu części monarchii oraz ustawy regulujące ustrój Przedlitawii zyskały sankcję cesarską 21 grudnia 1867 r.

## Ustrój Przedlitawii
Na mocy tych ustaw władzę ustawodawczą w Przedlitawii otrzymała istniejąca już od 1861 r. (na mocy patentu lutowego) Rada Państwa, z tym, że wskutek powołania odrębnego parlamentu węgierskiego zniknęło rozróżnienie na Radę Państwa ścisłą (bez posłów z krajów Korony św. Stefana) i pełną (wraz z Węgrami i Chorwatami). Rada złożona z Izby Panów (w której zasiadali wiryliści oraz osoby z nominacji cesarskiej) oraz Izby Poselskiej (obsadzonej delegatami sejmów krajowych) miała w swoich kompetencjach ustawodawstwo we wszelkich sprawach ogólnopaństwowych (przedlitawskich) oraz sprawach lokalnych poszczególnych krajów koronnych niezastrzeżonych wprost do kompetencji sejmów krajowych. Każda ustawa musiała zyskać akceptację obu izb Rady oraz sankcję cesarską. Radzie Państwa przyznano jednak pewne uprawnienia kontrolne wobec rządu, m.in. prawo do interpelacji.
Sejmy krajowe były jednoizbowymi organami samorządowymi w każdym z przedlitawskich krajów koronnych (istniały już od 1861 r., wybierane w wyborach bezpośrednich, ale nie powszechnych i równych – obowiązywał system kurialny oraz cenzus majątkowy). Zakres spraw im powierzonych był jednak dość wąski, były to sprawy dotyczące kultury, społeczne oraz szkolne. Przyznano im także prawo do zgłaszania wniosków do Rady Państwa o zajęcie się pewnymi sprawami oraz pewne ograniczone kompetencje w kwestiach podatków lokalnych. Wszelkie akty prawa lokalnego wymagały sankcji cesarskiej. Przez pewien czas (do 1873 r.) sejmy krajowe wybierały ze swoich składów członków Izby Poselskiej Rady Państwa, później posłowie pochodzili już z wyborów bezpośrednich. Niektóre sejmy (m.in. galicyjski) w toku obowiązywania konstytucji zyskiwały rozszerzenie swoich uprawnień.
Cesarzowi przyznano prawo do wprowadzania rozporządzeń w przypadku, gdyby nie obradowała Rada Państwa, a sprawa nie cierpiała zwłoki. Zarządzenia te musiały jednak zyskać zatwierdzenie Rady Państwa, gdy ta już się zbierze, a także miały pewne ograniczenia nieobecne we wcześniejszym ustawodawstwie (np. w konstytucji marcowej z 1849 r.) – m.in. nie mogły prowadzić do zmiany ustaw konstytucyjnych.
Konstytucja precyzowała liczne prawa obywatelskie – m.in.: prawo do ochrony wolności osobistej, nienaruszalności własności, wolności wyznania (prawo kultu publicznego dla kościołów uznanych przez państwo, oraz prywatnego dla pozostałych), prawo do zrzeszania się, równość wobec prawa i wolność prasy. Istotnym elementem konstytucji był art. 19 ustawy o prawach obywatelskich, dotyczący kwestii narodowościowych. Zawierał on zasadę równouprawnienia narodowości zamieszkujących państwo i dawał im prawo do używania swoich języków narodowych w szkole i w życiu publicznym (m.in. prawo do wykształcenia w języku narodowym).
W kwestiach sądowych konstytucja ustalała oddzielenie administracji od sądownictwa i niezawisłość sądów. Wprowadzono instytucję sądów administracyjnych, a także powołano Trybunał Państwa (Reichsgericht), który miał rozstrzygać spory kompetencyjne między organami państwa i reagować na zarzuty wobec naruszenia praw konstytucyjnych przez organy państwa.

## Sprawy wspólne Austrii i Węgier
Ustawa o sprawach wspólnych regulowała zakres tychże oraz sposób ich rozstrzygania. Wyróżniono dwie grupy spraw wspólnych.
Do spraw wspólnych obu części monarchii miały należeć w pierwszym rzędzie sprawy zagraniczne (z wyjątkiem zatwierdzania traktatów międzynarodowych), wojskowe oraz kwestie finansowe związane z wydatkami wspólnymi. Zarząd nad tymi zagadnieniami miały sprawować tzw. Delegacje (Delegationen), zwoływane corocznie przez cesarza, na zmianę w Wiedniu i Budapeszcie. Delegacje liczyły po 60 członków obu parlamentów (20 z izby wyższej i 40 z niższej, przy czym przy podziale miejsc z izb niższych obowiązywał parytet terytorialny) i obradowały nad tymi samymi sprawami, ale osobno, porozumiewając się na piśmie aż do osiągnięcia zgody. Dopiero w przypadku braku zgody po trzykrotnej wymianie pism możliwe było głosowanie członków obu delegacji wspólnie.
Ponadto sprawami wspólnymi były także kwestie handlowe (w szczególności celne), podatki pośrednie, sprawy monetarne oraz sprawy kolejowe (o ile dotyczyły obu części monarchii). Postępowanie w tych sprawach także miało na celu wypracowanie zgody obu części monarchii, tutaj jednak porozumienie powinno nastąpić na szczeblu rządowym, a następnie stosowne uchwały oba rządy miały przekazywać swoim parlamentom. Możliwy był także wybór tzw. deputacji (na tych samych zasadach z obu parlamentów) do rozstrzygania tych spraw (szczególnie w kwestii ustalenia stosunku obu części monarchii w wydatkach wspólnych). W przypadku braku zgody pomiędzy parlamentami, monarcha zyskiwał prawo do podjęcia samodzielnej decyzji, jednak obowiązującej w tym wypadku tylko przez rok.
Uzupełnieniem konstytucji w tych kwestiach były trzy traktaty austro-węgierskie z 24 grudnia 1867 r. o stosunkach handlowych (utrzymujące jednolity obszar celny monarchii, wprowadzony w 1850 r.), o finansowaniu wydatków wspólnych (miało pochodzić z dochodów celnych, a w pozostałym zakresie w 70 proc. z Austrii, w 30 proc. z Węgier) oraz o pokryciu istniejącego długu państwowego i sposobie postępowania z zaciąganym w przyszłości. Dwa pierwsze traktaty zostały zawarte na okres 10 lat, a następnie były przedłużane (z pewnymi zmianami).

## Obowiązywanie
Konstytucja grudniowa obowiązywała przez cały okres istnienia Austro-Węgier (1867–1918). W praktyce wprowadzała ustrój monarchii parlamentarnej i szerokie swobody obywatelskie, czyniąc (szczególnie po wprowadzeniu równego i powszechnego prawa wyborczego, co miało miejsce w 1907 r.) Przedlitawię jednym z najbardziej demokratycznych państw tej epoki. Jej realizacja w praktyce napotykała jednak pewne przeszkody. Ustawodawstwo narodowościowe, na pozór bardzo liberalne, nie było doskonałe. Użyte w konstytucji pojęcie „szczepów narodowych” (Volksstamm) nie było jednoznaczne, a prawa narodowości i ich języków sformułowane dość ogólnikowo, w związku z czym w praktyce realizacja zasad napotykała pewne przeszkody (np. w przypadku Ukraińców w Galicji). Z drugiej strony przyłożenie szczególnego nacisku w ustawodawstwie austro-węgierskim parytetowi poszczególnych krajów koronnych (i co za tym idzie – narodowości) w różnych sprawach (szczególnie w liczbie posłów do Reichsratu) powodowało rozdrobnienie frakcji politycznych i wielość sprzecznych interesów, co odbijało się na efektywności działania demokratycznych instytucji Przedlitawii.
Wiele z rozwiązań konstytucji grudniowej zostało zawartych w obowiązującej do dzisiaj konstytucji austriackiej uchwalonej w 1920 r.